# Bistum Madison
Das in den USA gelegene Bistum Madison (lat.: Dioecesis Madisonensis) wurde am 22. Dezember 1945 von Papst Pius XII. errichtet und hat seinen Sitz in Madison. Es entstand durch die Abtrennung von Gebieten der Diözesen Milwaukee, Green Bay und La Crosse. Es gehört als Suffragandiözese zur Kirchenprovinz Milwaukee.

## Geschichte
Papst Pius XII. errichtete das Bistum am 9. Januar 1946 auf Grundlage eines vom 22. Dezember 1945 datierenden Errichtungsdekrets. Es umfasst 11 Counties im Südwesten von Wisconsin. Am 22. Februar 1946 ernannte Pius XII. William Patrick O’Connor zum ersten Bischof von Madison.
Im 19. Jahrhundert war der Dominikaner Samuel Charles Mazzuchelli in Wisconsin tätig, wo er 25 Pfarreien gründete, von denen 11 in der Diözese Madison liegen. Der Priester, dem Papst Johannes Paul II. im Jahr 1993 den heroischen Tugendgrad als Vorstufe der Seligsprechung zuerkannte, ist in Benton innerhalb der Diözese begraben.

## Kathedrale
Mit der Gründung des Bistums wurde die zwischen 1854 und 1885 erbaute St. Raphael-Kirche in Madison zur Kathedrale erhoben. Am 14. März 2005 zerstörte ein durch Brandstiftung ausgebrochenes Feuer große Teile der Kathedrale. Der Kirchturm blieb weitgehend unbeschädigt, das Kirchenschiff brannte jedoch vollständig aus und das Dach stürzte ein. Statt eines Wiederaufbaus entschied die Bistumsleitung 2007, an gleicher Stelle eine neue Kathedrale mit verändertem Grundriss und unter Einbeziehung des erhaltenen Kirchturms zu errichten. 2008 wurde die Domgemeinde nach dem Verlust ihres Gotteshauses mit zwei Nachbargemeinden zur neuen Domgemeinde St. Raphael zusammengelegt. Im gleichen Jahr wurde mit dem Abriss der Ruine begonnen; auch der Turm wurde abgetragen. Die Pläne für einen Neubau, der nach anfänglichen Planungen etwa 1000 Gläubigen Platz bieten sollte, konkretisierten sich letztlich nicht mehr. Auf dem Grundstück befindet sich seit 2013 ein öffentlich zugänglicher Kreuzweg. Pläne für die künftige Nutzung liegen bisher nicht vor.

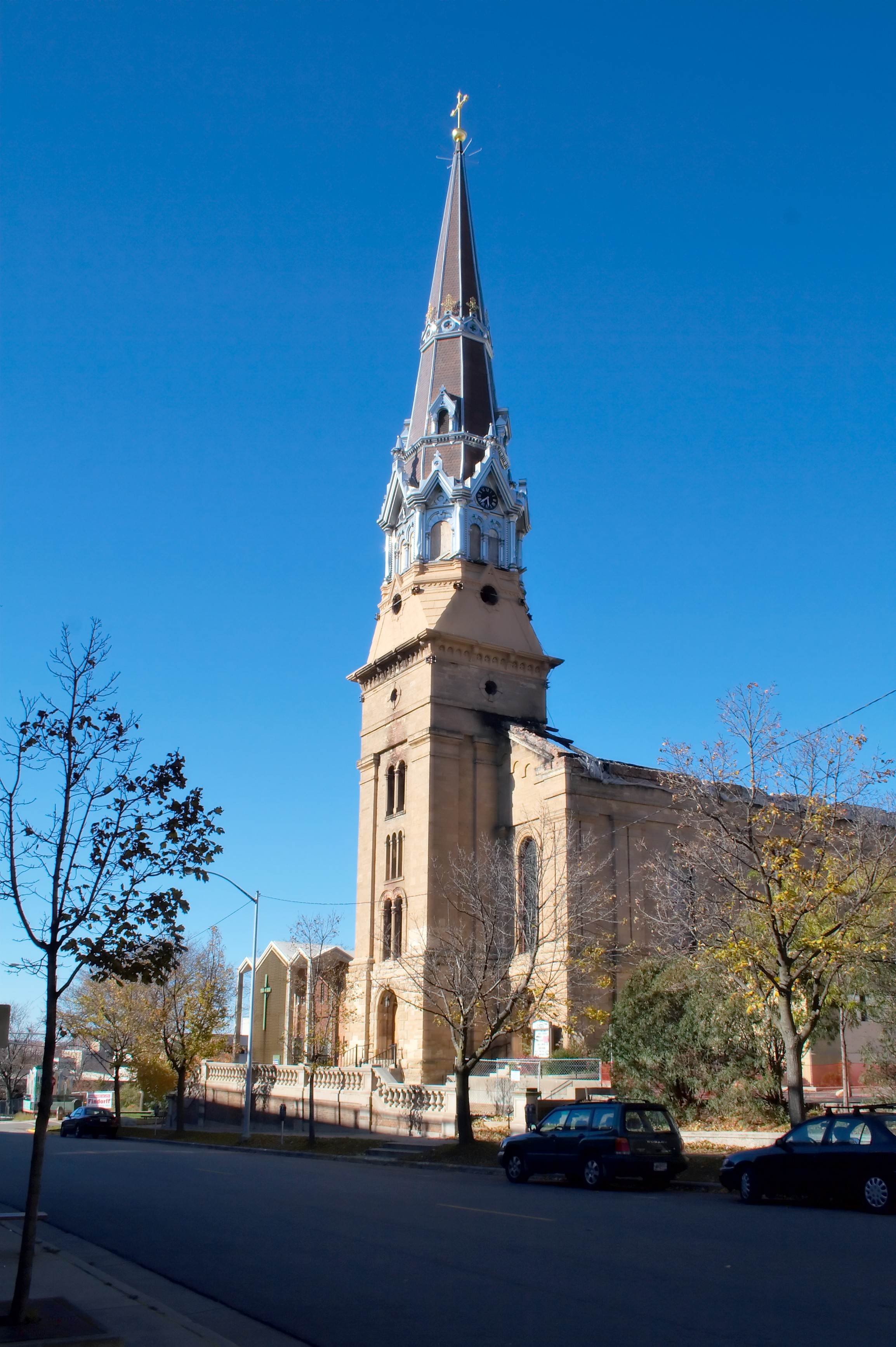
Die frühere St. Raphael-Kathedrale in Madison vor dem Brand von 2005
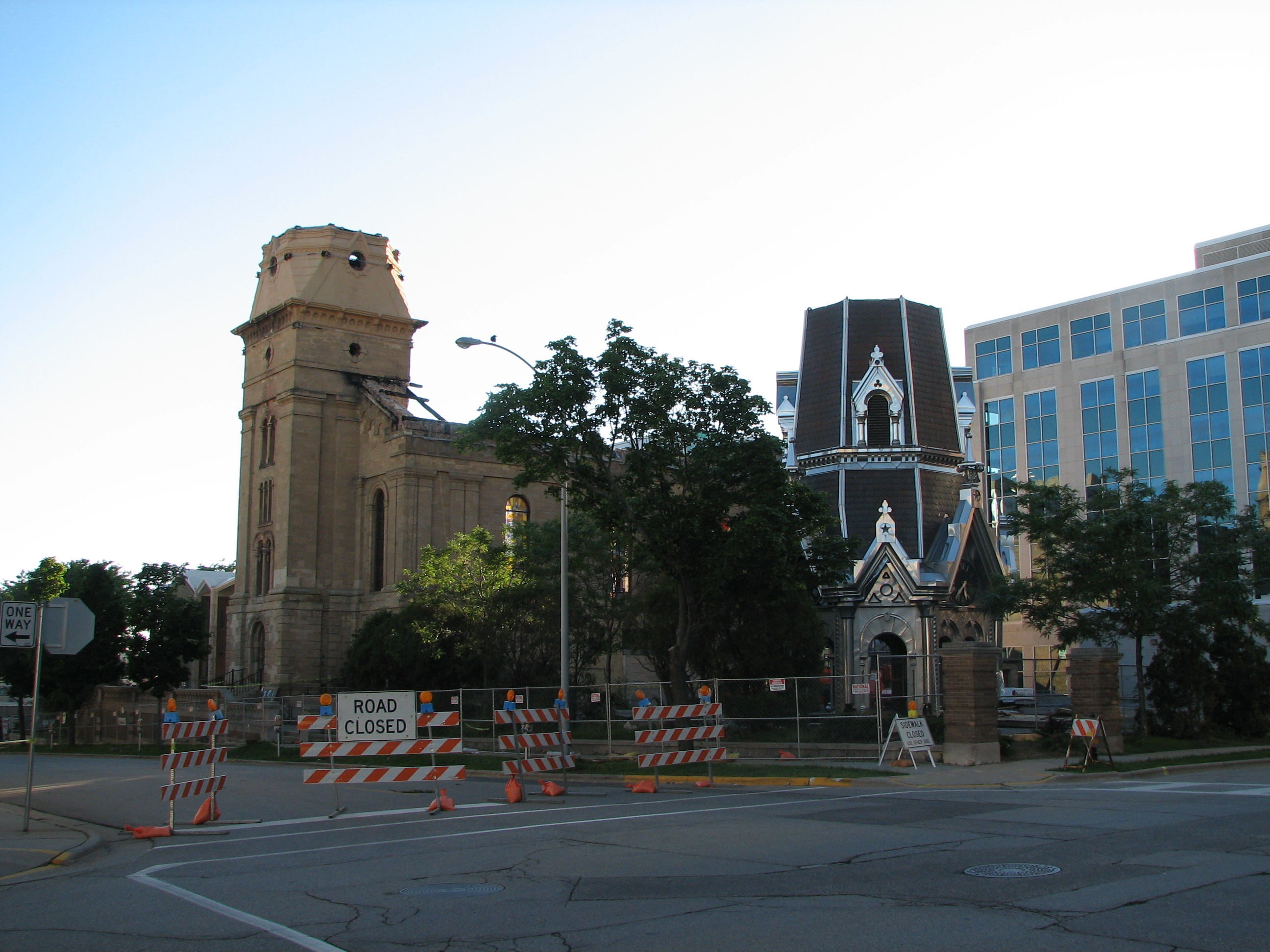
St. Raphael-Kathedrale während des Abbruchs
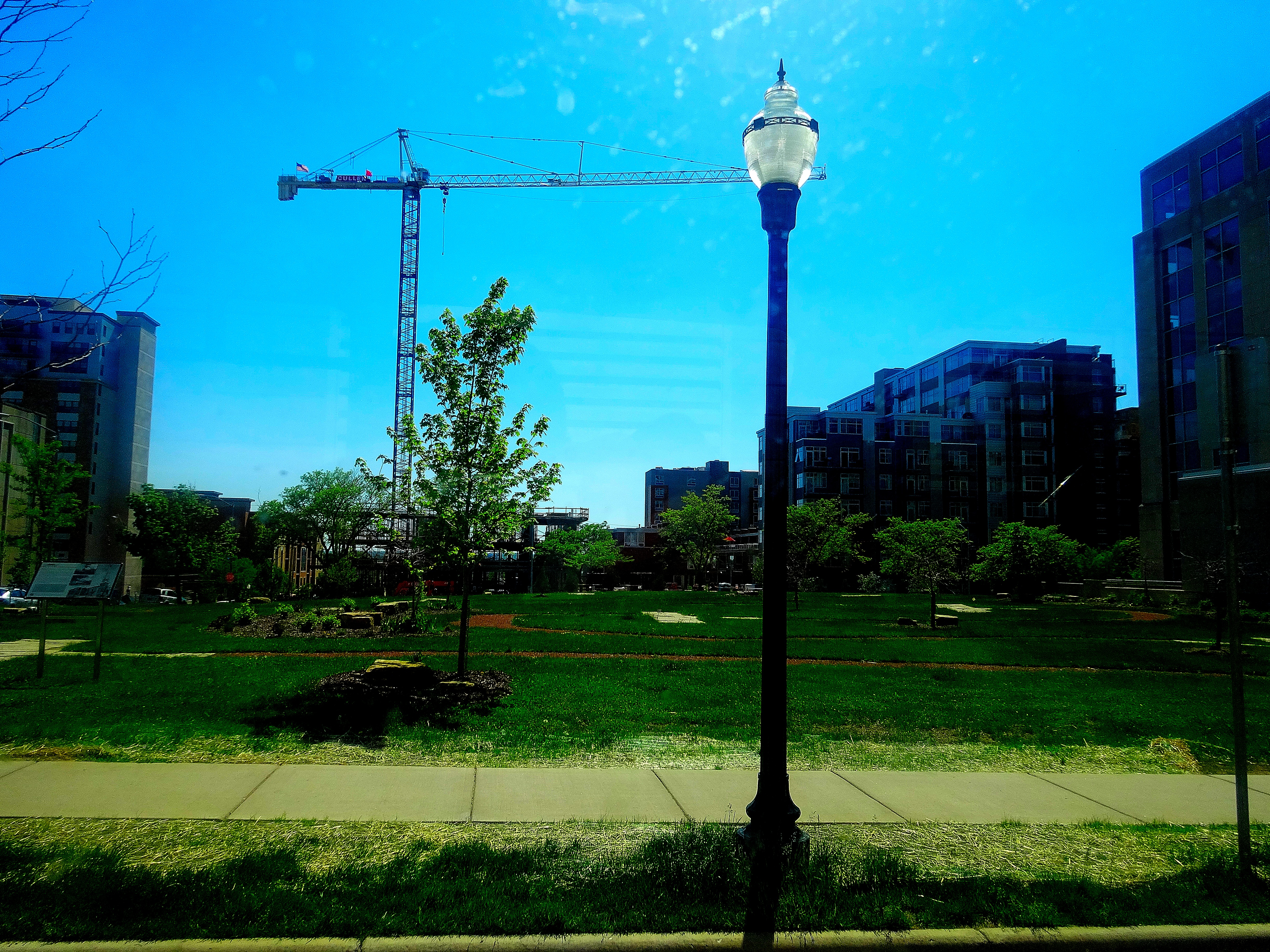
Ehemaliger Kathedralstandort nach dem Abriss (2014)
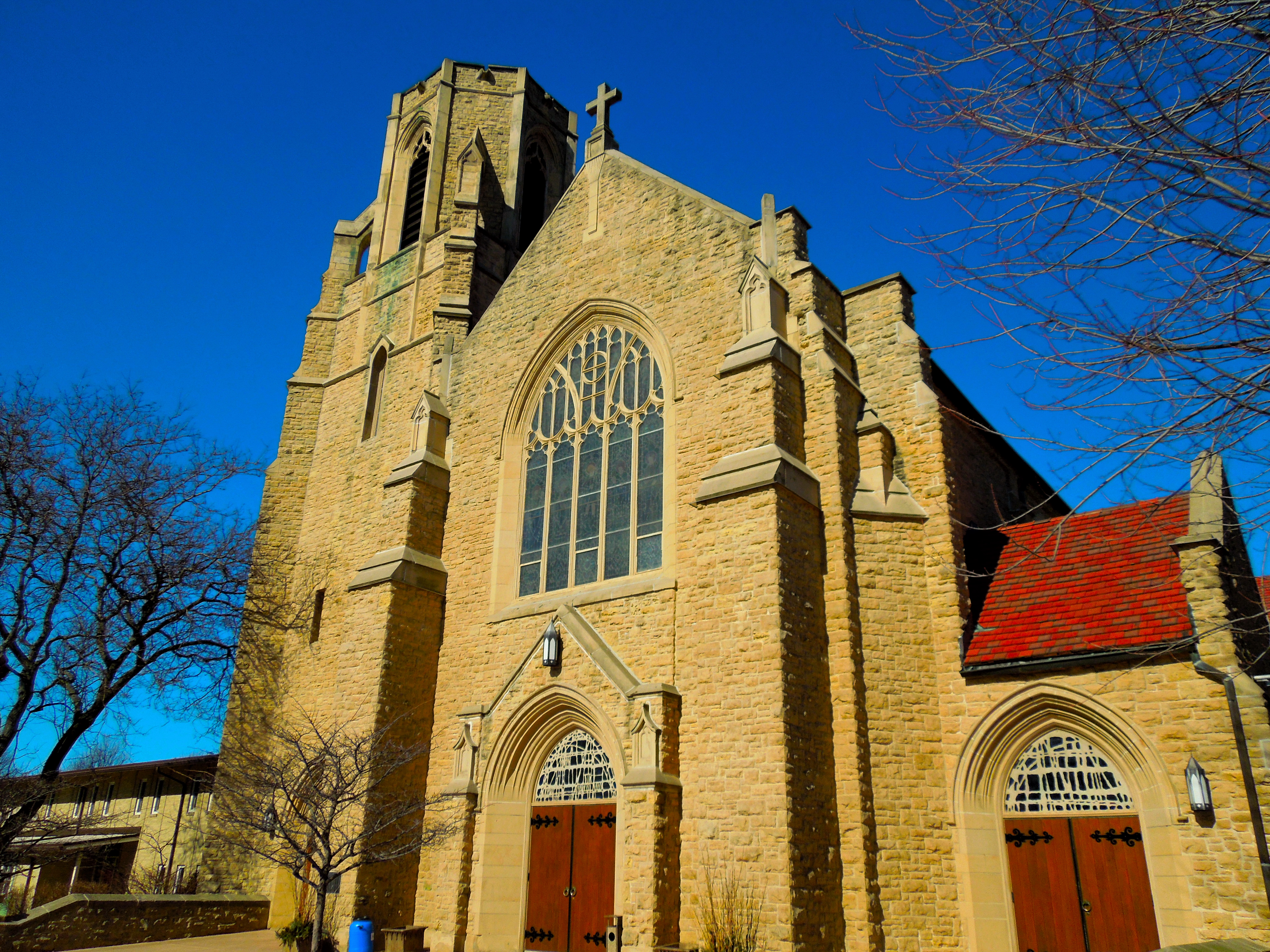
Künftige Kathedrale Saint Bernard of Clairvaux

Bischof Donald Hying schlug 2022 vor, die Pfarrkirche Saint Bernard of Clairvaux in Madison zur Kathedrale erklären zu lassen. Im Januar 2024 gab das Bistum bekannt, der Heilige Stuhl habe den Vorschlag bestätigt, Saint Bernard of Clairvaux zur Kathedrale zu erheben. Die Kirche werde aktuell renoviert und für die Nutzung als Kathedrale hergerichtet. Die Wiedereinweihung ist für Januar 2025 vorgesehen.[veraltet]

## Bischöfe von Madison
- William Patrick O’Connor (1946–1967)
- Cletus O’Donnell (1967–1992)
- William Henry Bullock (1993–2003)
- Robert Charles Morlino (2003–2018)
- Donald Hying (seit 2019)